# Рашида Дати
Рашида Дати (фр. Rachida Dati; рођена 27. новембра 1965. у Сен Ремију) је француска политичарка и посланица Европског парламента. Од маја 2007. је обављала функцију министарке правде Француске, а у јуну 2009. је дала оставку. Почетком 2009. је друга на листи кандидата партије УНП за Европски парламент, иза бившег министра Мишела Барнијеа. Такође од јануара 2013, она је потпредседница странке УНП.
Рашида је једно од дванаесторо деце радника из Марока и мајке која је пореклом из Алжира. Није удата и има ћерку Зохру (рођена 2009).